# Феодальні повинності
Феода́льні пови́нності — повинності селян на користь панів з часу становлення феодальних відносин до скасування кріпосного права. В різні періоди і в різних місцевостях феодальні повинності мали свою специфіку щодо розміру й характеру, розділяючи феодально залежних селян на численні категорії. Всі феодальні повинності класифікувалися в 3-х головних формах феодальної ренти — відробітковій, натуральній і грошовій, які часто співіснували, але на тому чи іншому етапі переважала одна з них.
За часів Київської Русі селяни-общинники (т. зв. смерди) сплачували данину натурою, інколи грошима, а також відбували підводну, військову та деякі інші повинності. Тривалий час данина, що її збирали шляхом полюддя, не мала точно встановлених розмірів. Вони були визначені після Древлянського повстання 945 р. Зростання приватної феодальної земельної власності князів і бояр зумовило перетворення данини на феодальну ренту, причому спочатку переважала відробіткова. З 1-ї пол. XI ст. на перше місце висунулася рента продуктами, а в 14-15 ст. зросла грошова рента. Проте влаштування феодалами за рахунок загарбаних селянських земель власних господарств — фільварків, які виробляли на продаж хліб та інші сільськогосподарські продукти, зумовило те, що в 16 ст. панщина стала однією з головних видів феодальних повинностей. Згідно з «Уставою на волоки» 1557 р. для тяглих селян було встановлено регулярну панщину по 2 дні на тиждень з волоки. Городники відбували пішу панщину по одному дню на тиждень, а їхні жінки — 6 днів під час жнив чи прополки. В південній частині України, де постійно тяжіла небезпека татарських нападів, основними феодальними повинностями селян залишалися натуральна та грошова данини. Особливо зросли феодальні повинності на Русі-Україні в 1-й пол. 17 ст. Крім панщини, селяни, що задовго до того були закріпачені, виконували шарварки, толоки, варту та інші додаткові повинності, а також сплачували феодалам чинш і натуральні данини. Непосильні податки стягував із селян уряд шляхетської Польщі. Тяжке економічне і правове становище селянства погіршувалося національним гнітом іноземних загарбників.
Види повинностей, які зустрічалися в історії України:
- Відробіток - виконання різних робіт поміщикові або попові за орендування землі, позичені гроші, продукти тощо.
- Ґвалт
- Панщина
- Повоз
- Шарварок
- Місячина
- Басаринка